# The Best of Testament
The Best of Testament – album kompilacyjny amerykańskiej grupy muzycznej Testament.

## Lista utworów
Opracowano na podstawie materiału źródłowego.
| Nr  | Tytuł utworu               | Długość |
| --- | -------------------------- | ------- |
| 1.  | „Over the Wall”            | 4:04    |
| 2.  | „The New Order”            | 4:25    |
| 3.  | „Sins of Omission”         | 5:00    |
| 4.  | „Electric Crown”           | 5:31    |
| 5.  | „The Legacy”               | 5:30    |
| 6.  | „Burnt Offerings”          | 5:03    |
| 7.  | „Practice What You Preach” | 4:54    |
| 8.  | „Hail Mary”                | 3:32    |
| 9.  | „Trial by Fire”            | 4:14    |
| 10. | „Alone in the Dark”        | 4:01    |
| 11. | „Disciples of the Watch”   | 5:05    |
| 12. | „Greenhouse Effect”        | 4:52    |
| 13. | „Low”                      | 3:33    |
| 14. | „Souls of Black”           | 3:22    |
| 15. | „Return to Serenity”       | 6:25    |
|     |                            | 1:09:31 |